# Емболија
Емоболија лат. embolia је заживотно преношење различитих материјалних честица (емболуса) крвним или лимфним путем са места формирања или уласка у тело и њихово заглављивање у крвним судовима мањег промера или у лимфним судовима, што за последицу има развој циркулаторних поремећаја. На местима емболизације формирају се исхемијска огњишта, тј. фокусне (жаришне) некрозе, као последица делимичног или потпуног зачепљења крвних или лимфних судова.. Порекло честица (емболуса) може бити из организма или ван њега. То могу бити чврсти, течни или гасовити материјали; макро и микротромби, бактерије, паразити, ћелије, пигменти, капљице масти и уља, мехурићи гаса и ваздуха, страна тела итд.

## Подела емболија према правцу кретања емболуса
Емболије се према правцу кретања емболуса у крвној струји деле на ортоградну, ретроградну и парадоксалну
| Врста емболије                   | Знаци и симптоми |
| -------------------------------- | --- |
| Ортоградна емболија              | - У овој емболији емболус се креће у хомологном правцу, односно правцу нормалног струјања крви. Као типичан пример ортоградне емболије наводи се емболија плућне артерије у току тромбозе вена доњих удова (бутне вене), вена мале кралице, доње шупље вене, паријеталне тромбозе у десној преткомори срца и емболије портне вене, која настаје после тромбозе мезентеријалних вена. - Такође у ортоградне емболије спада артеријска емболија у великом крвотоку. - Извор емболуса у ортоградној емболији може да буде тромбоза плућних вена, паријетална тромбоза у левој преткомори или на митралним и аортним залисцима срца или паријетална тромбоза код атероматозно измењене аорте или тромбозе великих артерија. |
| Ретроградна емболија             | - У овој емболији материјал се креће у супротном правцу од струјања крви, под утицајем таласа пулса или кашља. - Позитиван венски пулс најчешће настаје код инсуфицијенције трикуспидалног ушћа и код кашља, који може да изазове преношење честица тромба из десне преткоморе срца у вене јетре. - Слично се дешава и код упале средњег ува у току које за време кашља делови тромба могу да иду преко горње и доње шупље вене у вене јетре. |
| Парадоксна или укрштена емболија | - У овој емболији преношење честица из венске мреже у артеријски крвоток обавља преко отвора или дефекта у прегради срца (нпр код интраартеријалног и интравентрикуларног дефекта септума), или код прелазак емболуса из десне у леву половину срца. - Овај механизам може да се одигра једино ако за време преношења постоји повишен притисак у десној преткомори или комори, који је виши од притиска у левој половини срца. |

## Карактеристике материјала који се преноси у емболији
Материјали или емболуси који се преносе крвним или лимфним путем могу имати; чврсту конзистенцију, одвојени тромби, делићи ткива, групице туморских ћелија или могу да буду течни, као што су капљице масти или у облику гаса, као што је ваздух.
Честице материјала у емболији могу да садрже и бактерије (тада говоримо о септичкој емболији) или да буду без бактерија (асептичка емболија).
Емболијски пренете честице могу да буду стране организму, и могу бити активне стране честице, као што су то паразити или пасивне стране честице као што су то страна тела.
Поред тога емболуси могу настати и у самом организму као што су тромби или групице малигних ћелија.

### Тромбна емболија
Тромбна емболија је најчешћи облик емболије, у току које се тромби преносе кроз артеријски или венски крвоток. У свежем још неорганизованом стању створени тромб може да се откине и да буде пренесен крвном струјом. Одвајање тромба олакшано је притиском на крвне судове путем мишићне контракције, устајањем после дужег мировања у постељи, притиском на трбушну дупљу при дефекацији, или при јачем кашљању или кијању. Најлакше се откидају мекани и дугачки тромби (претежно настали из тромба формираних примарном конглутинацијом тромбина), и могу бити дужине 20 до 50 см. Често се одвајају и тромби са површине срчаних залистака, код ендокардитиса и тромби настали у срчаним шупљинама
Откинутим тромбима или деловима тромба, као резултат емболијског зачепљења крвног суда по правилу настаје инфаркт. Пре него што се тромб заглави он може да буде потиснут према рачвању крвног суда, где се распада на више комадића, при чему настају вишеструке емболије, или емболије попут „шрапнела“.
Емболија плућне артерије тромбом спада у групу најзаступљенијих у обдукционом материјалу. Највећи број тромба у овој емболији потиче из бутне вене и вена листа, знатно ређе из вена стопала, вена простатичног и утерусног плексуса, а понекад и из бубрежних вена. Веома ретко тромби потичу из слива горње шупље вене иако се донекле повећава број тромбних емболија из ове области под утицајем модерне интензивне терапије и инвазивне дијагностике срца. Тромбоза вена је чешћи извор емболије него тромбофлебитис.
Тромбна емболија лакше настаје код свих облика инсуфицијенције срца, услед инфаркта миокарда, код мана залистака и код апсолутне аритмије срца, што чешће доводи до промена притиска у венама. Гојазност и степен развоја цивилизације значајно утиче на повећану учесталост емболија, док су у сиромашним земљама емболије знатно ређе.
Жене су чешће погођене емболијом плућне артерије, при чему број емболија расте са старошћу пацијената. Климатски утицаји имају значаја, посебно нагле промене атмосферског притиска. Телесна напрезања утичу на промену притиска у венама код кашља и дефекације, као и активности после дужег лежања у постељи.
Обично се сматра да су механизми настанка смрти изазване овом емболијом важну улогу има механичка блокада плућног крвотока.међутим смрт може настати и ако нису зачепљени срце, главно стабло и главне гране плућне артерије, већ и мање гране. Вероватно да у овим случајевима значајан фактор представља вагално-пулућни рефлекс са спазмом плућних и срчаних артерија. Верује се да у овом механизму суделује и серотонин, који се иначе налази у знатним количинама у тромбоцитима и серуму тромба, а има вазоконстриктивно дејство.

### Масна емболија
Уколико је емболус који зачепљује крвни суд масна кап, онда је реч о масној или адипозној емболији. Масна емболија се дефинише и као зачепљење лумена крвних судова или дупљи срца масним капима доспелим путем крвотока
Док неки аутори сматрају да се масни емболуси ослобађају из масних депоа у организму (срж кости, поткожно масно ткиво, масна јетра), други су мишљења да емболуси настају агломерацијом липопротеина плазме (у оба случаја било услед болести било услед трауме). Данас се сматра да масни емболуси у првој фази делују пре свега механички, својом појавом у капиларима (блокирајући крвоток), а да у другој делују хемијски и то путем токсичних масних киселина које се ослобађају из емболуса.
У литератури, најчешће се описују следеће масне емболије:
- Природна (морбозна, ендогена) адипозна емболија је емболија која настаје као компликација или последица болести (нпр. у склопу анемије српастих ћелија, панкреатитиса, хепатитиса, фулминантних остеомијелитиса, шећерне болести, нефротског синдрома, итд.)[7][8][9]
- Насилна (посттраумска, егзогена) адипозна емболија која се у форензичкој пракси описује као она која настаје услед трауме и у директној је вези с њом (фрактуре дугих цевастих костију, опсежне контузије поткожног масног ткива, тровања праћена некрозом јетре, нпр., афлатоксином или угљентетрахлоридом, итд.)[10][11] Насилна масна емболија може настати и код; опекотина и примене интраутерино уљаних раствора абортива[4]
- Јатрогена масна емболија настала као компликација неких дијагностичких или куративних поступака у лекарској пракси (нпр., после интраартеријске хемиотерапије цисплатином, трансфузије крви, трансплантације сржи кости или бубрега, парентералне инфузије липида, уградње коронарног бајпаса, лечења високим дозама кортикостероидна, инхалационе анестезије, рендгенских снимања уљаним контрастима, липосукције, неких ортопедских операција, нпр., уградња вештачког кука или колена, итд.)[8].

Клиничкој слици масне емболије обично претходи латентни период, који нпр после повреде, обично износи 24 до 72 часа, али може трајати и до девет дана. При томе повреда, с медицинске тачке гледишта, не мора бити тешка – нпр. може бити само изолован прелом, бутне кости.
Број оних који после повреде развију клиничку слику системске масне емболије, креће се од 1 до 4% или више (неки сматрају и до 22%), а од тог броја 10 до 33% болесника и умире. Процена морталитета и морбидитета је јако незахвална и тешка, јер последице умногоме зависе и од других болести или тежине повреда (нпр на глави и грудима). Укупна смртност од масне емболије може бити и ниска (5—15%), под условом да се реанимација оболелих обави на адекватан начин, и спрече респираторне компликације као непосредни узрок морталитета у масној емболији. Већи морбидитета је повезан и са можданим компликацијама и фокалним (жаришним) неуролошким дефицитима..
Сматра се да „лака“ масна емболија пролази сама од себе, а да је код „тешке“ терапија без утицаја.

### Ваздушна и гасна емболија
Ваздушна или гасна емболија лат. embolia aereogaseosa настаје продирањем довољне количине ваздуха у крвоток (најмање 100 до 150 cm³), што може за последицу имати настанак симптома и смрт. Према месту запушења крвних судова мехурима ваздуха разликује се плућна и системска ваздушна емболија.
Плућна емболија ваздухом, настаје продором мехурића ваздуха у венски крвоток. Уколико су мехурићи ваздуха довољно велики, тада већ у десној половини срца могу блокирати крвоток, што се такође остварује у плућној артерији и њеним огранцима и капиларима. Да би дошло до продирања ваздуха у вене, морају бити остварена два услова: да у венама влада негативан притисак у односу на атмосферски, што се догађа у инспиријуму (удаху) и да зид вене не спласне, односно да отвор проузрокован повредом на зиду вене остане да зјапи. Овакви услови се могу остварити код већих вена, чији је зид фиксиран, као што је случај у клавикуларној и пелвичној регији и у сливу тврде можданице. Плућна ваздушна емболија се догађа и код повреда других већих вена ближих срцу, као што су вене на врату и у горњем делу грудног коша.
Ваздушна емболија се догађа првенствено код хируршких интервенција у области врат и грудног коша, уколико дође до отварања великих вена, или у гинекологији у току у току активног утискивања ваздуха у материчне вене приликом продувавања туба у терапијске сврхе.
Гасна емболија, је здравствени поремећај, узрокован синдромом нагле декомпресије, који се карактерише присуством мехурића гаса у артеријском крвотоку, и последичним зачепљењем крвних судова мозга, плућа или срца са клиничком сликом парализа, застоја дисања, гушење, инфаркта мозга, плућа или срца и других пратећих поремећаје. Гасна емболија је један од главни разлог смрти у роњењу или боравку у кесонима узрокован баротраумом који обично бива неоткривен.

### Емболија плодовом водом
Емболија плодовом водом настаје као компликација врло тешког порођаја. Она је фатална акушерска компликација која се јавља по стопи од 1 на 8.000 до 1 на 80.000 трудноћа и најчешћи је узрок смрти мајки повезан са порођајем. Смртност мајки јавља се у 61% случајева, са само 15% преживелих жена без последица.
Емболија плодовом водом се обично дешава током порођаја, али може настати и током абортуса, након повреде трбуха (абдоминалне трауме), и током амниоинфузије.
Тачан пут преласка плодове воде у крвоток мајке није јасан. Вероватно долази до настанка пукотина амниона, при чему се плодова вода, која је изашла, увлачи између хориона и децидуе посредством контракција утеруса и утискује се у интервилозне просторе постељице (крвоток мајке). Прелазак састојака плодове воде (казеозни вреникс, меконијум, плочасти епител, епидермис, слуз, лануго-длачице) има за последицу изражену склоност за тромбозу, јер се у плодовој води налази тромбокиназа и калцијум. Као резултат тога образују се тромби у венама утеруса али такође и у плућним крвним судовима мајке
Услед механичког зачепљења састојцима плодове воде и тромбима, као и реактивне вазоконстрикције плућног крвотока настаје акутни пораст притиска у малом крвотоку и развија се продужени шок.
Због јаке потрошње фибриногена при обимном стварању дисеминованих микротромба, односно коагулопатије услед потрошње јавља се тешка хеморагична дијатеза која може да доведе до смрти породиље
Тренутно нема јасно дефинисаних дијагностичких тестова у дијагностици емболије плодовом водом. У Сједињене Државе и Великој Британије њихови протокол лечења препоручују следеће 4 критеријума, који морају бити присутни да би се дијагностиковала емболије плодовом водом.
1. Акутни хипотензија или срчани застој
2. Акутна хипоксија
3. Коагулопатија или тешко крварење у недостатку других објашњења
4. Све ово дешава се током порођаја; царског реза, дилатације и евакуације плода, односно у року од 30 минута, после порођаја без другог објашњивог узрока.

### Емболија ћелијама
У основи настанка емболије ћелијама лежи хематогено (путем крви) преношење ћелија или здружених групица ћелија, које се физиолошки не налазе у крвотоку. Најчешћи облик емболије ћелијама су емболије мегакариоцитима, као и елементима костне сржи, који улазе у крвоток након повреда (прелом, пункција грудне кости итд), понекад у комбинацији са масном емболијом
За време трудноће може доћи до емболије синцицијалним ћелијама (ћелијама трофобласта), а понекад и преношења ресица постељице у плућни крвоток. Ово нема практичног значаја, јер је количина елемената сасвим мала.
После тежих повреда јетре неретко долази до емболије јетриним ћелијама.
Емболија туморским ћелијама настаје продором ткива тумора у вене или лимфне судове, са преношењем ћелија у оближњу капиларну област или у регионалне лимфне чворове. Ако постоји ниска одбрамбена способност организма, долази до насељавања ћелија тумора, и тако се образују секундарни тумори или метастазе малигног тумора.

### Емболија бактеријама
Ова врста емболија, која се често назива и септичка емболија, изазвана је преношењем здружених гомилица бактерија крвним путем.
Ако гнојно огњиште провали у крвни су или изазове стварање септичке тромбозе, онда бактерије могу прећи у крвоток и у њему довести до насељавања бактерија на типичним местима:
- у плућима испод плућне марамице (субплеурална емболија)
- у бубрезима у пределу коре бубрега
- у метафизи дугих цевастих костију Такво насељавање бактерија може се у принципу јавити у сваком другом органу. При томе могу настати ситни апсцеси величине главе чиоде, који су окружени хеморагичним појасом метатсатских пијемичних апсцеса[32] .

### Емболија страним телима
Појава емболија изазвани страним телима врло је ретка. Примери ове врсте емболија су:
- Емболија изазвана антракотичним пигментом, код које честице угљене прашине, након продора у плућне вене, могу доспети у периферне делова вена као и у слезину, костну срж и трбушне лимфне чворове. Депигментација плућа у оквиру хроничног супстанцијалног емфизема са преношењем антракотичног пигмента из плућа у поменуте локације, типичан је пример ове врсте емболије.
- Емболије настале преношењем одломљених делова медицинске опреме, нпр. делова венских катетера.
- Емболије настале преношењем делова пројектила крвним судовима

### Емболија паразитима
Иако се животињски паразити веома ретко могу наћи у крвним судовима, догађа се да цисте ехинококуса у јетри продру у гране вена јетре и потом путем крви буду пренете у плућа путем емболије.
Понекад долази до смртоносне масивне емболије стабла плућне артерије хитинским мембранама ехинококне цисте.
Крвним путем могу се ширити и емболуси трихине и ларве цестода (лат. cysticercus cellulosae.

## Подела емболије према крвотоку у коме настају
Према крвотоку у коме настају разликујемо; венске емболије, на венској страни крвотока, и то у плућном крвотоку и артеријске емболије које настају у великом крвотоку.
Код артеријске емболије у великом крвотоку најчешћи органи који бивају погођени емболијом су: мозак, слезина, бубрези, мазентеријалне артерије и артерије доњих удова.

### Етиологија артеријских емболија
Артеријска емболија може бити изазвана кретањем једног или више емболуса, који се на свом путу кроз артеријску циркулацију могу заглавити у лумену артерије и потпуно блокирати проток крви. Прекид циркулације дистално од зачепљења изазива хипоксију због недостатка кисеоника у ткивима и ћелијама, што доводи до оштећења ткива и њихове смрти (некроза).
Артеријска емболије су најчешће локализоване у ногама и стопалима. Неке се могу јавити у мозгу, где изазивају мождани удар, или у срцу, где изазивају срчани удар. Ређе се срећу у артеријама бубреге, црева, очију и других органа.
Атријална фибрилација је један од главни фактора ризика за настанак артеријске емболије.
Ризик од емболије повећава поремећај фактора коагулације (као што је нпр пораст броја тромбоцита), који има тенденцију повећаног формирања угрушака крви, посебно у условима повреде или оштећење зида артерија.
Други фактори који представља велики ризик за емболизацију артерија (посебно можданих) представљају митрална стеноза, ендокардитис (инфекција са унутрашње стране срца), поремећаји срчаног ритма, повреде плућа, масна емболија након прелома костију, дисекантна анеуризма аорте, полиглобулија, контрацептивна средства код особа које имају мигреничне главобоље итд.
Извор емболус може бити и нестабилни (вулерабилни) атеросклеротски плак код генерализоване атеросклероза у аорти и другим великим крвним судовима. Ови емболуси се могу ослободити из нестабилног плака и тећи крвном струјом наниже према ногама и стопалима.

### Етиологија венских емболија
Етиопатогенеза венских емболија заснива се на венским обољењима, базираним на склоности стварања тромбозе као последица прогресивное дисфункције венског система узрокованог валвуларном некомпетентношћу и/или венском опструкцијом, што доводи до ретроградног тока крви и венског рефлукса са прогресивним оштећењем микроциркулације.
Патолошки процеси у венама праћени стварањем тромбних емболуса, најчешће се дешавају у венама доњих есктремитета, а у око 2% до 10% и у венама горњих екстремитета (примарне или секундарне етиологије).
Фактори ризика за појаву венских емболуса су бројна обољења вена:
- примарна обољења венског зида и венских валвула (тзв. мезодермска астенија),
- застојна стања (статичко оптерећење дугим стајањем или ходањем),
- промене у саставу крви.

Венске емболије спадају у групу најмасовнијих обољења савременог човека. Јављају се у свим поднебљима, у свим расама и свим животним добима, нешто чешће код жена.
Венске емболије могу имати:
- акутни ток, тромбоза дубоких вена, површински тромбофлебитис, плућне емболије
- хронични ток, хронична венска инсуфицијенција (посттромботски синдром, дерматофлебосклероза, венски улкуси).